# Weckewerk

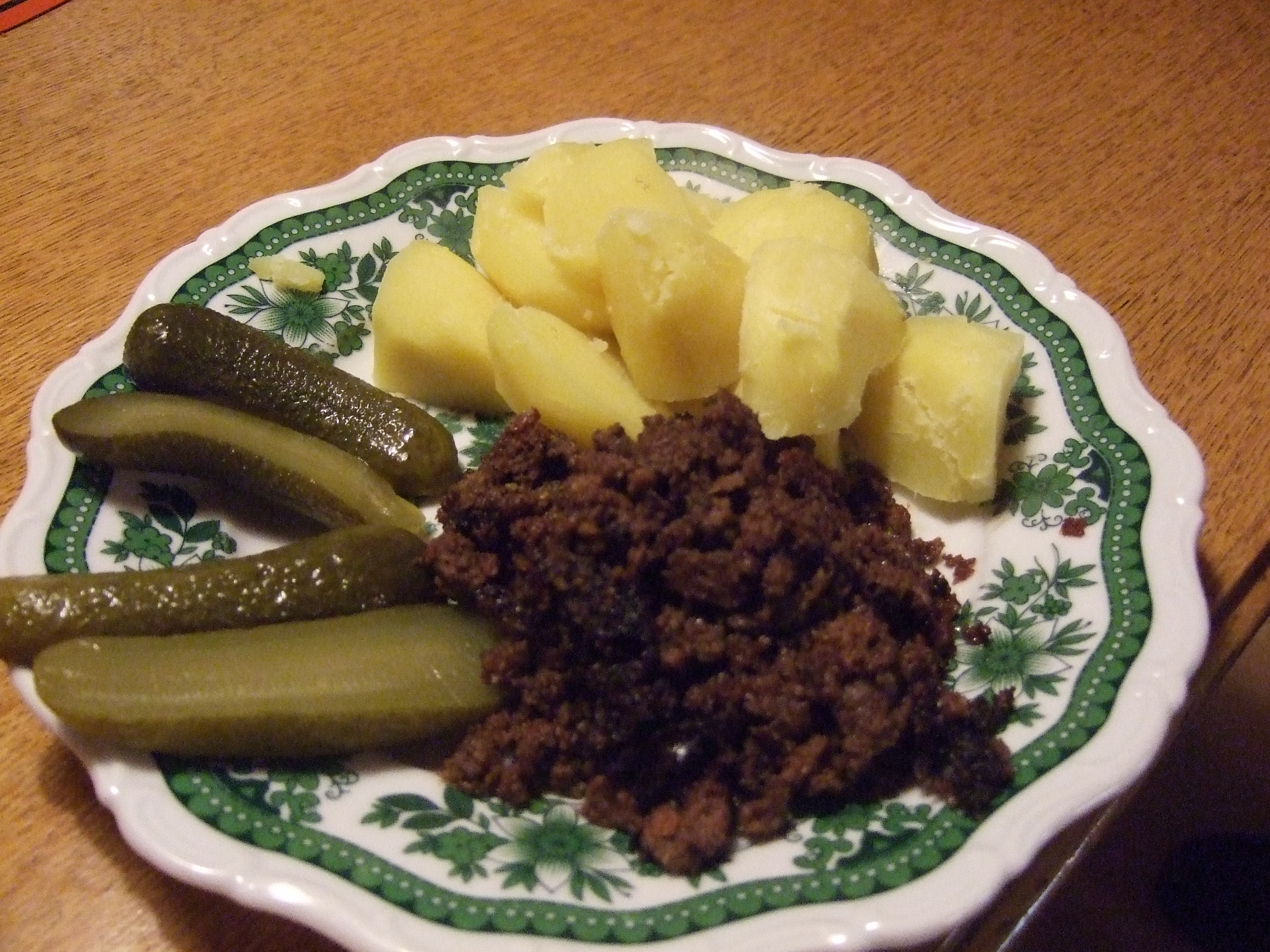
Zubereitetes Weckewerk mit Kartoffeln und Essiggurken (nach Bürgermeisterart)

Weckewerk ist eine Kochwurst, die in Nordhessen und im Eichsfeld (hier als Weckewurst) beheimatet ist. Sie wird aus Kessel- und Kopffleisch sowie Schwarten vom Schwein sowie der Kesselbrühe (Schlachtebrühe) hergestellt. Dazu kommen Gewürze (Salz, Pfeffer, Kümmel) und die Wecke. Als Wecke bezeichnet man in Nordhessen Brötchen ohne Milchzusatz (also nur aus Mehl, Hefe und Wasser hergestellt). Brötchen mit Milchzusatz sind nicht geeignet, da sie dazu führen, dass das Weckewerk schnell verdirbt.
Um den Fettgehalt etwas zu reduzieren, wird dem Weckewerk oft ein Anteil Gehacktes zugesetzt.
Die Fleischteile werden mit Zwiebeln, Salz, weißen Pfefferkörnern, Lorbeerblättern, ganzen Nelken im Schlachtekessel gekocht. Nach Entfernung evtl. vorhandener Knochen werden die Zutaten durch den Fleischwolf gedreht, gewürzt und mit soviel in Wasser eingeweichten Wecke vermengt, bis die Brühwurstmasse recht steif ist. Dann lässt man die Masse in einer Form erkalten. Für den baldigen Verzehr gelangt Weckewerk in einer Schüssel oder abgefüllt in Schweinedarm (Weckewurst) in die Küche. Für die längere Aufbewahrung wird es in Gläsern konserviert oder im großkalibrigen Kunstdarm gekocht.
Weckewerk oder Weckwurst wird kalt gegessen oder in der Pfanne gebraten, häufige Beilagen sind Pellkartoffeln und eingelegte Gurken, Rote Bete oder ein grüner Salat mit Schmand.
Neben der Ahlen Wurscht, Leberwurst, Garwurst und Blutwurst gehört das Weckewerk zu den Standardprodukten der traditionellen Hausschlachtung in Nordhessen und im Eichsfeld.
Da der ehemalige Oberbürgermeister von Kassel, Philipp Scheidemann, Weckewerk fast angebrannt gemocht hat, wird diese Zubereitungsform auch nach Bürgermeisterart genannt.